# E防人
e防人（イーさきもり、e-sakimori :For Emerging infection, Safety And Keep In touch with Medical Organizations, RIsk management）は新型インフルエンザやSARSなどを含むエマージング感染症（新興感染症、新型感染症）の危機に対処することを目的としたWebサイト、および研究主題。文部科学省平成17年（2005年-2006年）度科学研究費補助金（医療社会学・萌芽研究）を受けた研究である。

## 目的
日頃から正しい情報・知識を提供するWebサイトを選定しうる能力と、常にその評価を行うことのできる能力の開発を試験的に行う目的で立ち上げられた。これはインターネットに代表される整理されていない膨大な情報の蓄積とそれにいつでも瞬時に利用できる環境が、時として感染を必要以上に警戒したパニックにまで発展する危険性が現状であると考えられるためである。誤った情報が淘汰されずに瞬時に広まって、偏見やパニックに結びつく可能性も否定できない。
同サイトでは、エマージング感染症の危機管理に結びつき、将来地震や火事に訓練があるよう、感染症もネット上で訓練できる環境をめざしている。

## コンテンツ

### エマージング感染症の全文検索
緊急時に即応した検索システムを構築を目的としている。
ネット上ですでに公開されている主な都道県や厚生労働省が作成した新型インフルエンザ対策行動計画をpdfの形で集め、全文検索サーチエンジンに登録した。これにより現状での新型インフルエンザ対策が短時間で把握できる。
この全文検索の研究は、判断マトリックスを使用した知識抽出に関する研究として報告されている

### ギガベース高速ネットワーク
九州大学が開発したギガベース高速ネットワークを使って九州大学とアジアを結んで感染症の授業を行うことを目標としている。

### 基本事項の確認
感染症の知識は常に流動的であるため、どのようなまとめ方がネット上で効果的に表現できるかについて模索している。

### 感染症診断支援
目の前の患者にインフルエンザを疑うが迅速検査は陰性だった、インフルエンザをほとんど疑わないのに患者の要請で検査をしてみたら迅速検査が陽性だった。このような状況でどう診断すべきかを解説している。

### 過去の集団感染から学ぶ
マスコミがほとんど関心を示さなかった集団感染を取り上げ、実際に実態調査を試みて問題点を明らかにした。この疫学調査を行うとき、実際にどのようなプロセスが必要かを解説している。

### トリアージに関する疫学的研究
実際に大規模な集団感染が起きた場合、どの患者を優先して治療するかをあらかじめ決めておくことは大切である。このことを実際に起きたレジオネラ集団感染から具体的に解説されている。

### インフルエンザの院内感染対策
院内感染対策はあらゆる感染症に対して重要である。ここでは従来のインフルエンザ院内感染対策をコンパクトにまとめ、新型インフルエンザの院内感染対策に応用できるよう掲載している。

### 新思考型感染症戦略テキスト
新思考とは以下の4項目を示す。
1. 法令重視から経験と科学を重視した対応とすること。
2. 行政中心から事業者中心の対応とすること。
3. 危機管理的手法を中心に対応すること。
4. 関係者への説明を重視して対応すること。

以上4点から具体的病原体について詳細に解説したテキストが作成された。e防人のデータベースとして今後期待されている。

### 他のサイトへのリンク
現時点で信頼できるサイトを厳選し、具体的病原体の説明が各感染症学会のホームページから一発クリックで捉えられるよう編集している。